# University of Dhaka
University of Dhaka är ett universitet i Bangladesh. Det ligger i den centrala delen av landet, i huvudstaden Dhaka. 